# Полк Самбры-и-Мааса
Полк Са́мбры-и-Маа́са (фр. Le Régiment de Sambre-et-Meuse) — французская патриотическая песня, написанная композитором Робером Планкетом на стихи Поля Сезано и завоевавшая особенную популярность как военный марш в аранжировке Франсуа Жозефа Роски.
По воспоминаниям самого Планкета, он написал «Полк Самбры-и-Мааса» в возрасте 19 лет и продал издателю за 14 франков, поскольку был очень голоден, — и это датирует песню 1867 годом. Тем не менее, песня впервые прозвучала лишь 3 марта 1870 года во время дебютного концерта Люсьена Фужера в парижском кабаре «Батаклан», и некоторые исследователи полагают, что она и написана была в 1869 или 1870 гг. (год рождения Планкета во многих старых источниках указывался как 1850, а не 1848, отсюда возможное расхождение). Патриотический порыв, отражённый в тексте песни, отсылает к истории Самбро-Маасской армии — вооружённого формирования, созданного в 1794 году в ходе оккупации французскими войсками территории тогдашних Нидерландов (нынешней Бельгии) в регионе, который одновременно с этим стал называться департаментом Самбра-и-Маас: в последующие два года эта армия под командованием генерала Журдана провела ряд довольно успешных операций в Германии в ходе Войны первой коалиции. Таким образом, песня была частью пропагандистской кампании, развёрнутой во Франции накануне вступления во Франко-прусскую войну.
В 1873 г. военный капельмейстер Франсуа Жозеф Роски по заказу своего командира Шарля Теодора Мийо сделал аранжировку песни Планкета для военного оркестра. Эта версия, значительно переработанная по сравнению с оригиналом Планкета, впервые прозвучала 14 июля 1873 г. при праздновании Дня взятия Бастилии в городе По, с которым были биографически связаны и Роски, и Сезано; встречается мнение, что изначальная мелодия Планкета занимает довольно незначительное место в произведении Роски, которое, собственно, и завоевало популярность, некоторые источники предлагают разделить успех «Полка Самбры-и-Мааса» поровну на трёх его авторов.
В послевоенные годы марш продолжал служить эмблемой патриотического духа и, в частности, напоминать о воинской чести в ситуациях возможного ущерба для неё: так, под эту музыку проходила церемония разжалования Альфреда Дрейфуса в 1895 году, а в Первую мировую войну песню не только пели солдаты, но и исполняли как марш при казни предателей.
Марш до сих пор является наиболее исполняемым французским произведением после «Марсельезы» и «Походной песни» и одним из тех произведений, под которые маршируют войска при прохождении парадом по Елисейским полям в Национальный праздник 14 июля.

## Исполнение марша
Полк Самбры и Мааса в исполнении Пьера д’Асси (1905).

 Полк Самбры и Мааса, инструментальная версия (1910).

 Полк Самбры и Мааса в исполнении Энрико Карузо (1919).